# Arlington (Minnesota)
Arlington è un comune (city) degli Stati Uniti d'America della contea di Sibley nello Stato del Minnesota. La popolazione era di 2,233 persone al censimento del 2010.

## Geografia fisica
Secondo lo United States Census Bureau, ha un'area totale di 1,57 miglia quadrate (4,07 km²).

## Storia
La comunità è stata pianificata nel 1856, e il nome è stato ufficialmente approvato l'11 maggio 1858, lo stesso giorno in cui il Minnesota divenne uno stato. I coloni tedeschi arrivarono nell'area vicino alla fattoria a partire tra gli anni 1860 e 1870. La popolazione di Arlington continua ad essere di origine prevalentemente tedesca. Nel 1948, la comunità è stata incorporata come città.

## Società

### Evoluzione demografica
Secondo il censimento del 2010, c'erano 2,233 persone.

### Etnie e minoranze straniere
Secondo il censimento del 2010, la composizione etnica della città era formata dal 94,1% di bianchi, lo 0,1% di afroamericani, lo 0,1% di nativi americani, lo 0,7% di asiatici, il 3,6% di altre razze, e l'1,4% di due o più etnie. Ispanici o latinos di qualunque razza erano il 9,4% della popolazione.